# Usia martini
Usia martini är en tvåvingeart som beskrevs av Francois 1969. Usia martini ingår i släktet Usia och familjen svävflugor.
Artens utbredningsområde är Spanien. Inga underarter finns listade i Catalogue of Life.